# Ascensión de Jesús

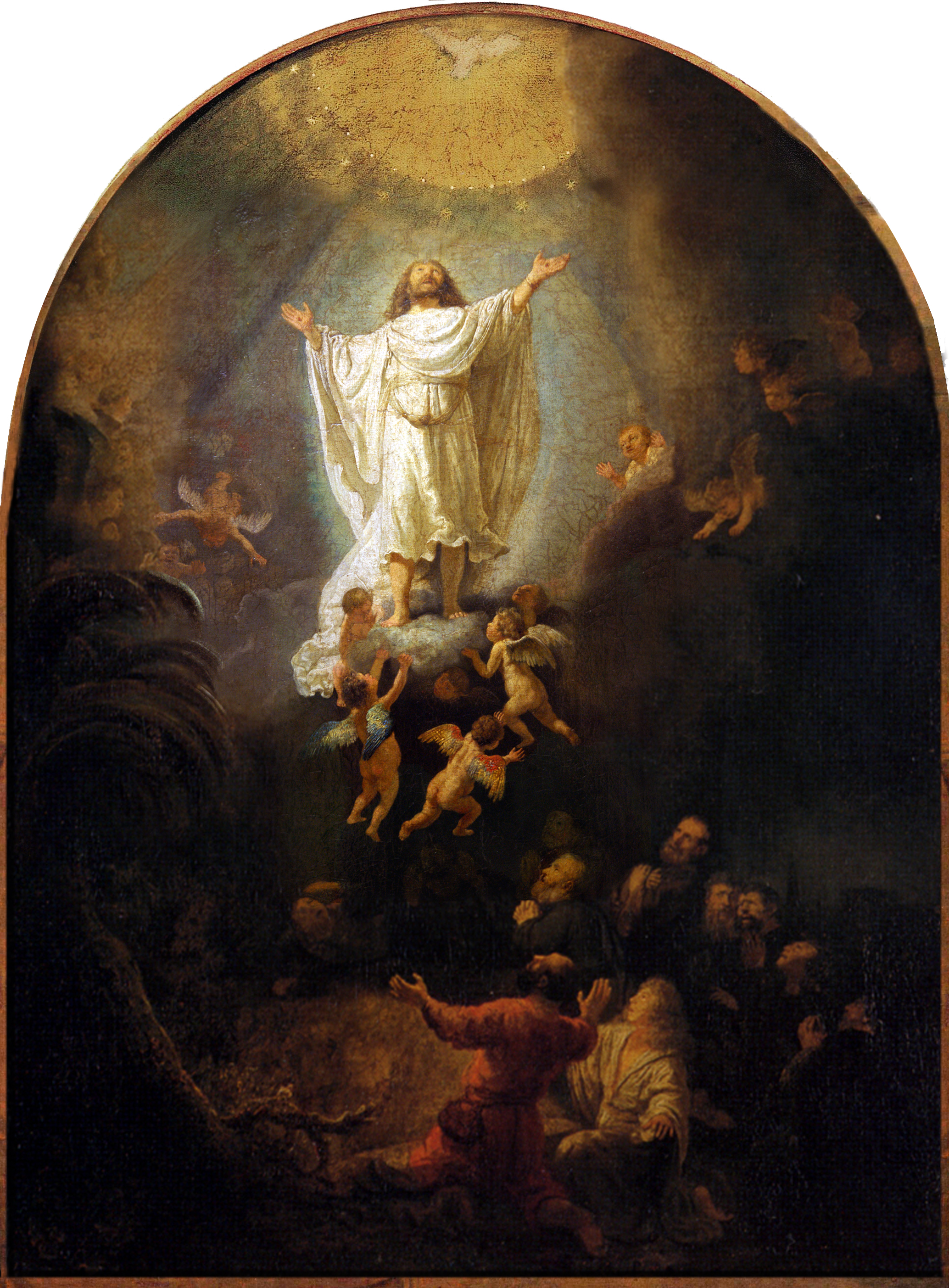
La Ascensión, representada por Rembrandt. Pintura al óleo, 1636.

La Ascensión (del latín ascensio, ‘ascenso’) es la creencia cristiana, sustentada por varios pasajes del Nuevo Testamento, de que Jesús de Nazaret entró en la gloria con su cuerpo resucitado en presencia de once de sus apóstoles, cuarenta días después de su resurrección, para sentarse a la diestra de Dios. En la narración bíblica, un ángel les dice a los discípulos que la segunda venida de Jesucristo se llevará a cabo de la misma manera que su ascensión.
Los evangelios canónicos incluyen dos breves descripciones de la Ascensión de Jesús en Lc 24:50-53 y Mc 16:19. Una descripción más detallada de la Ascensión corporal de Jesús en las nubes se da en Hch 1:9-11.
La Ascensión de Jesús es profesada en el Credo de Nicea y en el Credo de los Apóstoles. La Ascensión implica la humanidad de Jesús siendo tomada en el Cielo. La Fiesta de la Ascensión es una de las principales fiestas del año cristiano. Se celebra cuarenta días después del Domingo de Pascua, por lo que siempre cae en jueves. La fiesta se remonta al menos al siglo IV, como es ampliamente atestiguado. La Ascensión es uno de los cinco principales hitos en la narración del evangelio de la vida de Jesús, siendo los otros el bautismo, la transfiguración, la crucifixión y la resurrección.
El Evangelio de Lucas y los Hechos de los Apóstoles parecen describir el mismo acontecimiento, pero presentan cronologías muy diferentes: el Evangelio lo sitúa el mismo día que la resurrección y los Hechos cuarenta días después. Se han presentado varias propuestas para resolver la contradicción, pero ninguna ha resultado satisfactoria. Según Dunn, el autor de los Hechos separó la resurrección y la ascensión para poner un límite al número de apariciones de resurrección, excluyendo de hecho la experiencia de conversión de Pablo de las apariciones de resurrección bona fide. Zwiep argumenta que, originalmente, se creía que Jesús había sido exaltado con su ascensión al cielo y sentado a la derecha de Dios con su resurrección, hasta finales del siglo I, donde argumenta que la exaltación había sido separada de la resurrección, y trasladada a una ascensión final al cielo después de sus apariciones en la tierra. Otros estudiosos señalan que los autores bíblicos tendían a mezclar o comprimir diferentes acontecimientos y narrarlos como si fueran uno solo, lo cual era un tema literario que se veía en otras biografías antiguas para mejorar la fluidez narrativa. Estos estudiosos advierten contra una lectura estrictamente cronológica.
En el siglo VI se había establecido la iconografía de la Ascensión en el arte cristiano, y las escenas de la Ascensión en el siglo IX estaban siendo representadas en las cúpulas de las iglesias. Muchas escenas de la Ascensión tienen dos partes, una parte superior (celestial) y una parte inferior (terrenal). El Jesús ascendiendo es representado a menudo bendiciendo con la mano derecha, bendición dirigida hacia el grupo terrenal por debajo de él y que significa que él está bendiciendo a toda la Iglesia.

## Relatos bíblicos

### Textos bíblicos
Evangelio según  Marcos

El Señor, Jesús, después de hablarles, se elevó al cielo y está sentado a la derecha de Dios.

Evangelio según  Lucas

Los sacó hasta cerca de Betania y levantando sus manos los bendijo. Y mientras los bendecía, se alejó de ellos y comenzó a elevarse al cielo. Y ellos le adoraron y regresaron a Jerusalén con gran alegría. Y estaban continuamente en el Templo bendiciendo a Dios.

### Evangelios de Marcos y Lucas
Los evangelios canónicos incluyen dos breves descripciones de la Ascensión de Jesús en Lucas 24,50-53 y Marcos 16,19.
En el Evangelio de Marcos 16,14, después de la resurrección, Jesús «se apareció a los once mismos, estando ellos sentados a la mesa». Durante la comida, Jesús les dijo: «Id por todo el mundo y predicad el evangelio a toda criatura» (Marcos 16,15).
Después de esto, la Ascensión se describe en Marcos 16,19 como sigue:
Y el Señor, después de hablarles, fue recibido arriba en el cielo, y se sentó a la diestra de Dios.
Sin embargo, basándose en fuertes evidencias textuales y literarios, estudiosos de la Biblia ya no aceptan Marcos 16,9-20 como original del libro. Más bien, esta sección parece haber sido compilada basándose en otros relatos de los evangelios y anexada mucho más tarde. Como tal, el escritor de Lucas-Hechos es el único autor original en el Nuevo Testamento que se refirió a la Ascensión de Jesús.
En Lucas, Jesús lleva a los once discípulos a Betania, cerca de Jerusalén. Lucas 24,50-52 describe la Ascensión de la siguiente manera:
Y los sacó fuera hasta Betania, y alzando sus manos, los bendijo. Y aconteció que bendiciéndolos, se separó de ellos, y fue llevado arriba al cielo. Ellos, después de haberle adorado, volvieron a Jerusalén con gran gozo.
La bendición es a menudo interpretada como un acto sacerdotal en el que Jesús deja a sus discípulos bajo el cuidado de Dios Padre. El regreso a Jerusalén después de la Ascensión finaliza el Evangelio de Lucas en el mismo lugar donde comenzó: Jerusalén.

### Hechos de los Apóstoles
La narración de los Hechos de los Apóstoles comienza con el relato de las apariciones de Jesús después de su resurrección y su Ascensión cuarenta días a partir de entonces en Hechos 1,9-11. Hechos 1,9-12 especifica la ubicación de la Ascensión como el «monte llamado de los Olivos», cerca de Jerusalén.
Hechos 1:3 afirma que Jesús:
se presentó vivo con muchas pruebas indubitables, apareciéndoseles durante cuarenta días y hablándoles acerca del reino de Dios.
Después de dar una serie de instrucciones a los apóstoles, Hechos 1,9 describe la Ascensión de la siguiente manera:

Los que estaban reunidos allí le hicieron esta pregunta: —Señor, ¿es ahora cuando vas a restaurar el Reino de Israel? Él les contestó: —No es cosa vuestra conocer los tiempos o momentos que el Padre ha fijado con su poder, sino que recibiréis la fuerza del Espíritu Santo, que  descenderá sobre vosotros, y seréis mis testigos en Jerusalén, en toda Judea y Samaría, y hasta los confines de la tierra. Y después de decir esto, mientras ellos lo observaban, se elevó, y una nube lo ocultó a sus ojos. Estaban mirando atentamente al cielo mientras él se iba, cuando se presentaron ante ellos dos hombres con vestiduras blancas 11que dijeron: —Hombres de Galilea, ¿qué hacéis mirando al cielo? Este mismo Jesús, que de entre vosotros ha sido elevado al cielo, vendrá de igual manera a como le habéis visto subir al cielo.

### Otras posibles referencias
Una serie de declaraciones en el Nuevo Testamento pueden interpretarse como referencias a la Ascensión.
- En Juan 6,62, Jesús pregunta a los judíos «¿Pues qué, si viereis al Hijo del Hombre subir adonde estaba primero?».[26][27]
- En Juan 20,17, Jesús dice a María Magdalena «No me toques, porque aún no he subido a mi Padre; mas ve a mis hermanos, y diles: Subo a mi Padre y a vuestro Padre, a mi Dios y a vuestro Dios».[26]
- En Hechos 2,30-33, Efesios 4,8-10, 1 Pedro 3,22 y 1 Timoteo 3,16 (donde Jesús es mostrado en la gloria) la Ascensión es mencionada como un hecho aceptado, mientras que Hebreos 10,12 describe a Jesús en el cielo, sentado a la diestra de Dios.[26][28]

## Ubicación
Hechos 1:9-12 indica que la Ascensión tuvo lugar en el Monte de los Olivos (el «Monte de los Olivos», en la que el pueblo de Betania se encuentra). Después de la Ascensión, los apóstoles son descritos como regresando a Jerusalén desde el monte que se llama del Olivar, el cual está cerca de Jerusalén, dentro de viaje de un sábado. La tradición ha consagrado este sitio como el Monte de la Ascensión. El Evangelio de Lucas dice que el evento se llevó a cabo «en las proximidades de Betania» y el Evangelio de Marcos no especifica ninguna ubicación.

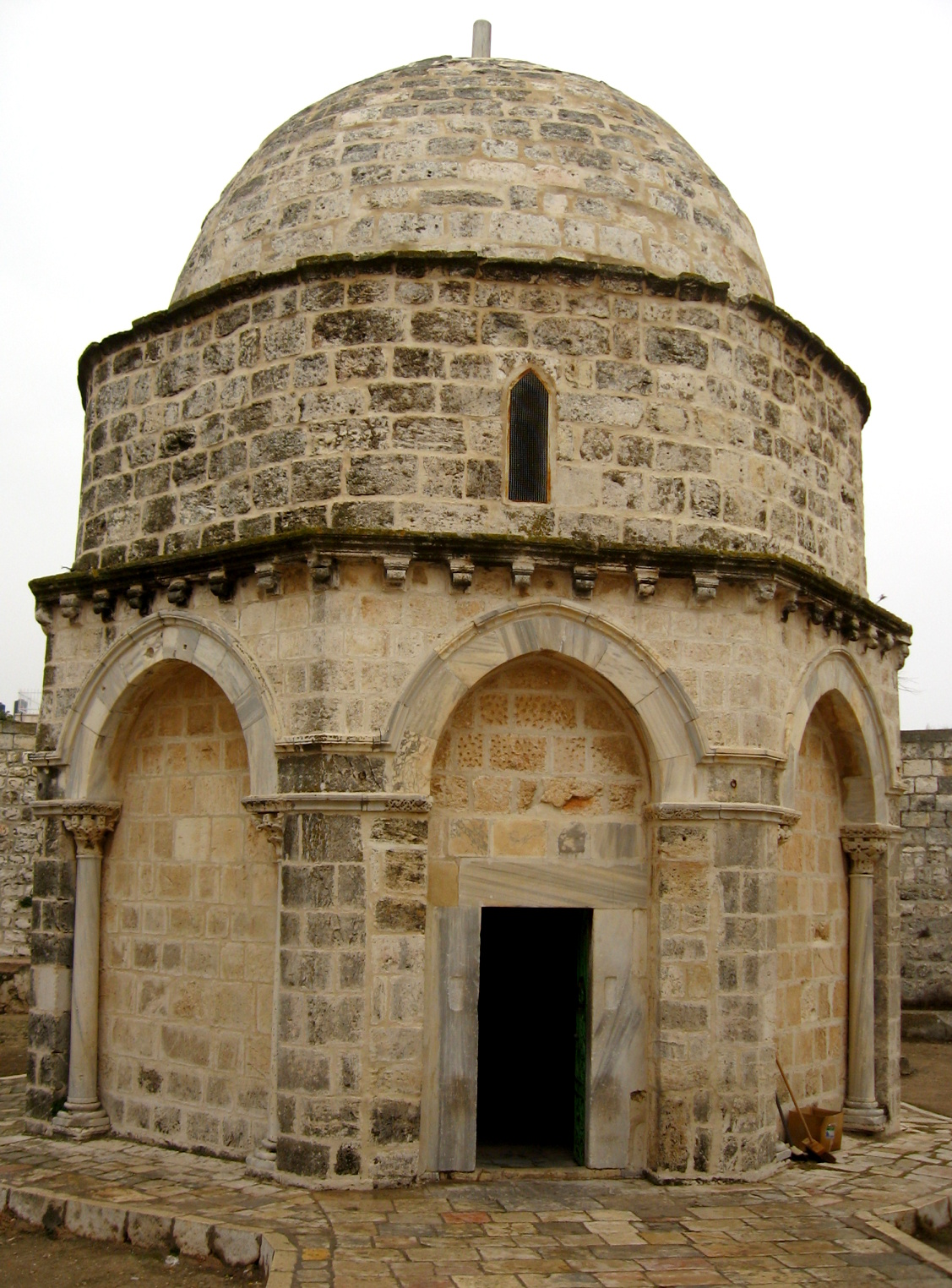
El edículo de la Ascensión.

Antes de la conversión de Constantino en el año 312 d. C., los primeros cristianos honraban la Ascensión de Cristo en una cueva en el Monte de los Olivos. Hacia el año 384, el lugar de la Ascensión fue venerado en el actual sitio abierto, cuesta arriba de la cueva.
La Capilla de la Ascensión en Jerusalén es hoy un lugar sagrado cristiano y musulmán que, se cree actualmente, marca el lugar desde donde Jesús ascendió al cielo. En la pequeña iglesia redonda/mezquita existe una piedra grabada con lo que algunos dicen ser las mismas huellas de Jesús.
Alrededor del año 390 una mujer romana adinerada llamada Poimenia financió la construcción de la iglesia original llamada «Basílica de Eleona» (elaion en griego significa «jardín de olivos», de elaia «olivo», y tiene una similitud a menudo mencionada a eleos que significa «misericordia»). Esta iglesia fue destruida por los persas sasánidas en 614. Posteriormente fue reconstruida, destruida y reconstruida de nuevo por los cruzados. Esta iglesia final fue más tarde también destruida por los musulmanes, dejando sólo una estructura octogonal de 12x12 metros (llamado un martyrium, «memorial» o «edículo»), que se mantiene hasta nuestros días. El sitio fue adquirido finalmente por dos emisarios de Saladino en el año 1198 y se ha mantenido en la posesión del Waqf Islámico de Jerusalén desde entonces. La Iglesia ortodoxa rusa también mantiene un Convento de la Ascensión en la cima del Monte de los Olivos.

## Teología cristiana
La Ascensión de Jesús se profesa en el Credo de Nicea y en el Credo de los Apóstoles. Implica la humanidad de Jesús siendo tomada en el Cielo.

### Iglesia católica
En la Ascensión, Jesús como Sumo Sacerdote bendice a sus fieles, consumando la salvación. Su entrada al cielo no solo representa la gloria merecida por su Humanidad santísima, sino también indica que nuestra humanidad participa en la gloria divina. El pasaje menciona la transformación en la percepción de los Apóstoles y otros discípulos después de la Ascensión de Jesucristo al cielo. El texto sugiere que, inicialmente, estos seguidores estaban perturbados por la muerte en la cruz y dudaban de la resurrección. Sin embargo, cuando Jesús ascendió al cielo, experimentaron un cambio en su comprensión.

«Los Apóstoles y todos los discípulos, que estaban turbados por su muerte en la cruz y dudaban de su resurrección, (…) cuando el Señor subió al cielo, no sólo no experimentaron tristeza alguna, sino que se llenaron de gran gozo. Y es que en realidad fue motivo de una inmensa e inefable alegría el hecho de que la naturaleza humana, en presencia de una santa multitud, ascendiera por encima de la dignidad de todas las criaturas celestiales, (…) por encima de los mismos arcángeles, sin que ningún grado de elevación pudiera dar la medida de su exaltación, hasta ser recibida junto al Padre, entronizada y asociada a la gloria de aquel con cuya naturaleza divina se había unido en la persona del Hijo»

El texto alude a la idea de que la entrada en el cielo no solo es un reconocimiento de la gloria merecida por la humanidad santísima, sino también una indicación de que la humanidad participa en la gloria divina. Este concepto se relaciona con la creencia cristiana en la unión de la humanidad y la divinidad en la persona de Jesucristo.
Respecto a la pregunta de los Apóstoles se observa que todavía piensan en la restauración temporal de la dinastía de David: la esperanza en el Reino la interpretan exclusivamente —como para muchos judíos de su tiempo— como la de un dominio nacional judío, bajo el poder de Dios, tan amplio y universal como la diáspora. Con su respuesta, Jesús les enseña que esa esperanza es una fantasía, una ilusión: los planes de Dios están muy por encima de los pensamientos de los hombres; no es un tema de una realización política sino de una realidad transformadora del hombre, por obra del Espíritu Santo. «Pienso que no comprendían claramente en qué consistía el Reino, pues no habían sido instruidos aún por el Espíritu Santo» 
Cuando el Señor corrige a los discípulos, les especifica de forma muy clara cuál debe ser su misión: ser testigos suyos hasta los confines de la tierra.

El celo por las almas es un mandato amoroso del Señor, que, al subir a su gloria, nos envía como testigos suyos por el orbe entero. Grande es nuestra responsabilidad: porque ser testigo de Cristo supone, antes que nada, procurar comportarnos según su doctrina, luchar para que nuestra conducta recuerde a Jesús, evoque su figura amabilísima.

El Catecismo de la Iglesia católica (Punto 668) afirma:
La Ascensión de Cristo al Cielo significa su participación, en su humanidad, en el poder y en la autoridad de Dios mismo.
Refiriéndose a Marcos 16,19 («Y el Señor, después que les habló, fue recibido arriba en el cielo, y se sentó a la diestra de Dios»), el papa Juan Pablo II declaró que la Escritura posiciona el significado de la ascensión en dos afirmaciones: «Jesús dio instrucciones, y luego Jesús tomó su lugar».
Juan Pablo II también por separado enfatizó que Jesús había predicho de su Ascensión varias veces en los Evangelios, por ejemplo, Juan 16,10 en la Última Cena: «voy al Padre, y no me veréis más» y en Juan 20,17, después de su resurrección, le dice a María Magdalena: «No me toques, porque aún no he subido a mi Padre; mas ve a mis hermanos, y diles: Subo a mi Padre y a vuestro Padre, a mi Dios y a vuestro Dios».

### Cristianismo oriental
Para la teología ortodoxa, ortodoxa oriental y asiria, la Ascensión de Cristo se interpreta como la culminación del misterio de la Encarnación, ya que no solamente marcó la finalización de la presencia física de Jesús entre sus apóstoles, sino que consumó la unión de Dios y el hombre cuando Jesús ascendió en su cuerpo humano glorificado para sentarse a la diestra de Dios Padre. La Ascensión y la Transfiguración tanto ocupan un lugar destacado en la doctrina cristiana ortodoxa de la theosis. En las Iglesias calcedónicas, la Ascensión corporal al cielo también se entiende como el símbolo definitivo terrenal de las dos naturalezas de Cristo: divina y humana.

### Protestantismo
La Confesión de Fe de Westminster (parte de la tradición reformada en el calvinismo e influyente en la iglesia presbiteriana), en el artículo cuatro de capítulo ocho, declara:
Al tercer día resucitó de entre los muertos, con el mismo cuerpo que tenía cuando Él sufrió, con el cual también subió al cielo, y está sentado a la diestra de su Padre, intercediendo, y volverá, a juzgar a los hombres y de los ángeles, en el fin del mundo.
La Segunda Confesión Helvética aborda el propósito y el carácter de la ascensión de Cristo en el capítulo 11:

La verdadera Ascensión de Cristo.

También creemos que nuestro Señor Jesucristo con su mismo cuerpo ha ascendido a todos los cielos visibles hasta el gran cielo, la morada de Dios y de de los santos, hasta la diestra de Dios. Y si esto significa, en primer lugar, una verdadera comunión con la gloria y la majestad, aceptamos que el cielo es un lugar determinado, lugar al que el Señor se refiere en el Evangelio: «Voy, pues, a preparar lugar para vosotros» (Juan 14,2). Pero también dice el apóstol Pedro: «Es menester que el cielo tenga a Cristo hasta los tiempos de la restauración de todas las cosas» (Hechos 3,21).

## Análisis crítico
El estudioso del Nuevo Testamento Rudolf Bultmann escribe: «La cosmología del Nuevo Testamento es esencialmente mítica en carácter. El mundo es visto como una estructura de tres pisos, con la Tierra en el centro, el cielo, y el inframundo debajo. El cielo es la morada de Dios y de los seres celestiales-ángeles [...]. Nadie que tenga edad suficiente para pensar por sí mismo supone que Dios vive en un cielo local».
El Jesus Seminar considera los relatos del Nuevo Testamento de la ascensión de Jesús como invenciones de la comunidad cristiana en la era apostólica. Describen la Ascensión como un dispositivo conveniente para desacreditar las reivindicaciones de apariciones constantes dentro de la comunidad cristiana.
Por lo demás, las ascensiones al cielo eran, en la época en que se escriben los evangelios y desde muchos siglos antes, algo habitual referido a personajes de cierta importancia o legendarios. Así, según el teólogo católico Gerhard Lohfink, ya el mítico fundador de Roma Rómulo, Heracles, Empédocles, Alejandro Magno o Apolonio de Tiana cuentan con historias similares, en las que son transportados hacia lo alto en una nube o envueltos por la oscuridad, a menudo desde un monte o colina elevada. Por tanto, se trataba de un fenómeno considerado factible dentro de la cultura de su tiempo.

## Fiesta
La Fiesta de la Ascensión es una de las grandes fiestas del calendario litúrgico cristiano, y conmemora la Ascensión corporal de Jesús al Cielo. El día de la Ascensión se celebra tradicionalmente en jueves, el cuadragésimo día desde el primer día de Pascua. Sin embargo, algunas provincias católicas han trasladado la observancia al domingo siguiente. La fiesta es una de las fiestas ecuménicas (es decir, universalmente celebradas), superando a las fiestas de la Pasión, de la Pascua y Pentecostés.

## Representaciones artísticas

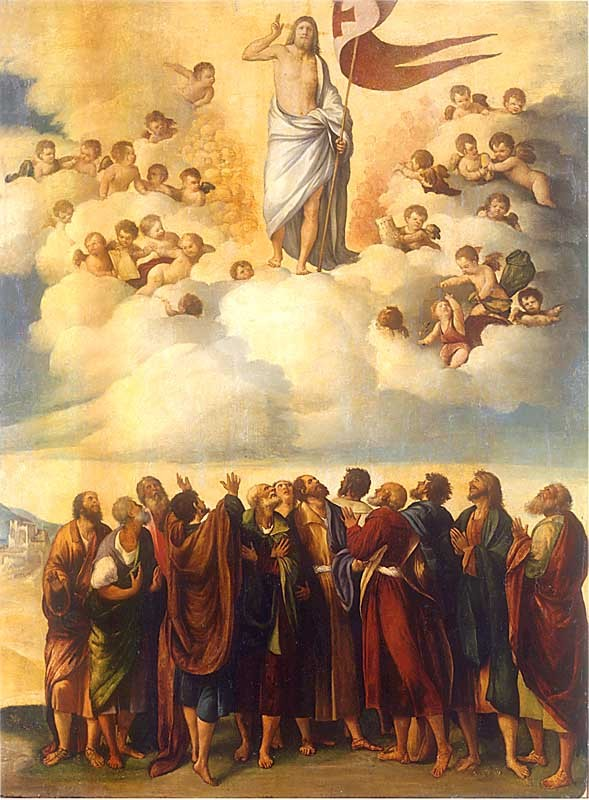
La Ascensión, de Dosso Dossi, siglo XVI. Muchas escenas de Ascensión tienen una parte inferior (terrenal) y otra parte superior (celestial).

La Ascensión ha sido un tema frecuente en el arte cristiano, así como un tema en los escritos teológicos. En el siglo VI se había establecido la iconografía de la Ascensión en el arte cristiano, y las escenas de Ascensión en el siglo IX estaban siendo representadas en las cúpulas de las iglesias. Los Evangelios Rabbula (c. 586) incluyen algunas de las primeras imágenes de la Ascensión.
Muchas escenas de la Ascensión tienen dos partes, una parte superior (celestial) y una parte inferior (terrenal). El Jesús ascendiendo es representado a menudo bendiciendo con la mano derecha. El gesto de bendición de Cristo con su mano derecha se dirige hacia el grupo terrenal por debajo de él y significa que él está bendiciendo a toda la Iglesia. En la mano izquierda, él podría sostener un Evangelio o un pergamino, lo que significa la enseñanza y la predicación.
La representación ortodoxa de la Ascensión es una metáfora importante para la naturaleza mística de la Iglesia. En muchos iconos orientales la Virgen María se coloca en el centro de la escena en la parte terrestre de la representación, con las manos levantadas hacia el cielo, a menudo acompañada por varios Apóstoles. La representación mirando hacia arriba del grupo terrenal coincide con la liturgia oriental en la Fiesta de la Ascensión: «Venga, vamos a elevarnos y levantar nuestros ojos y nuestros pensamientos [...]».

### Pinturas y mosaicos

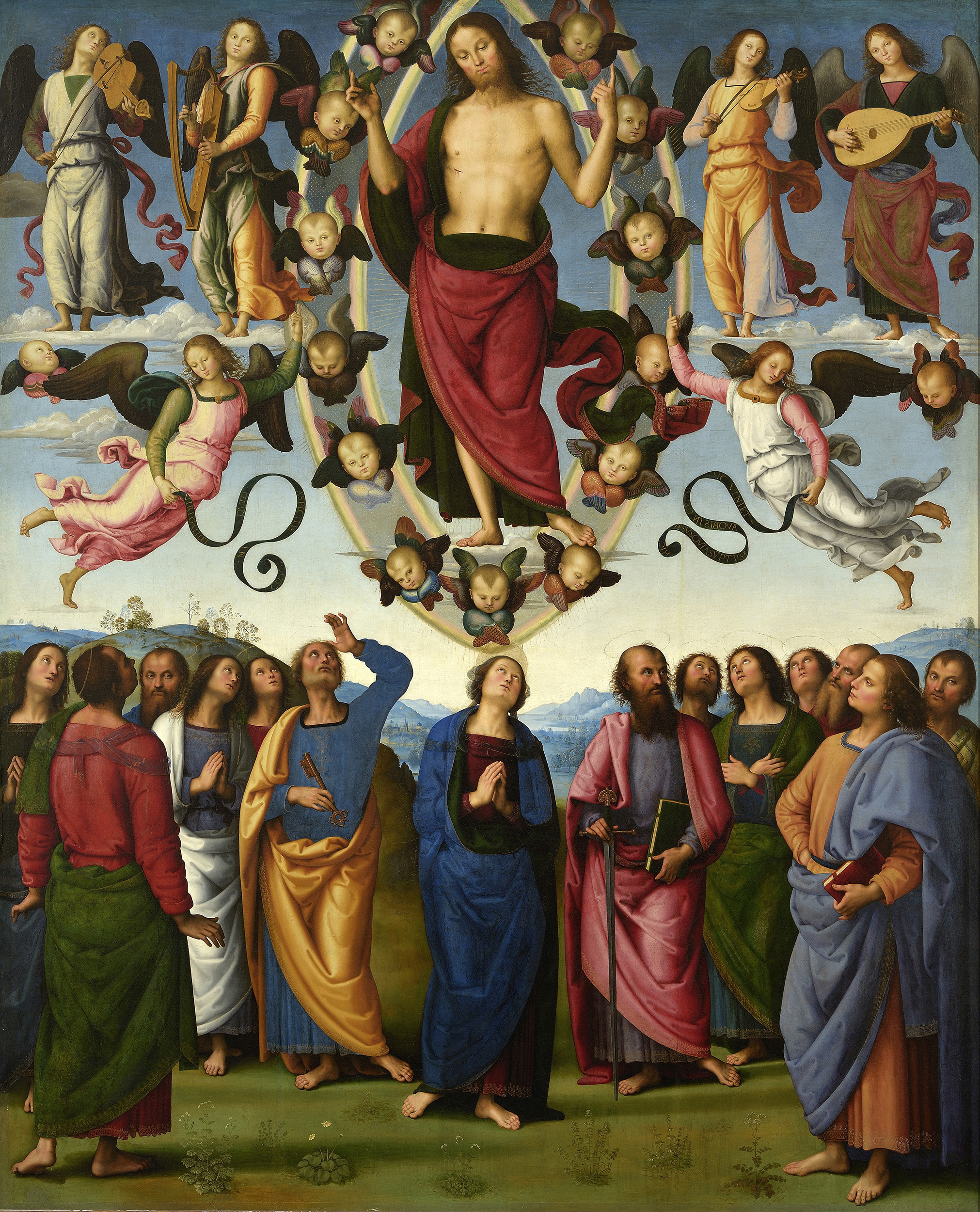
Pietro Perugino, 1496–1500.
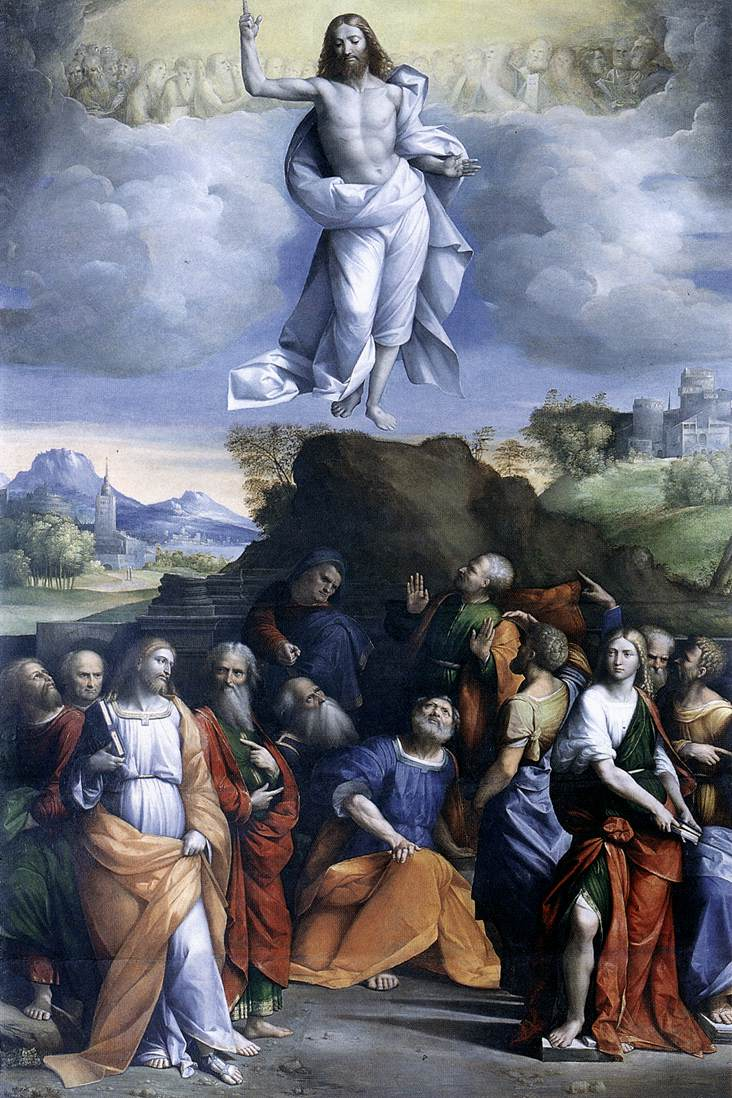
Garofalo, 1520.
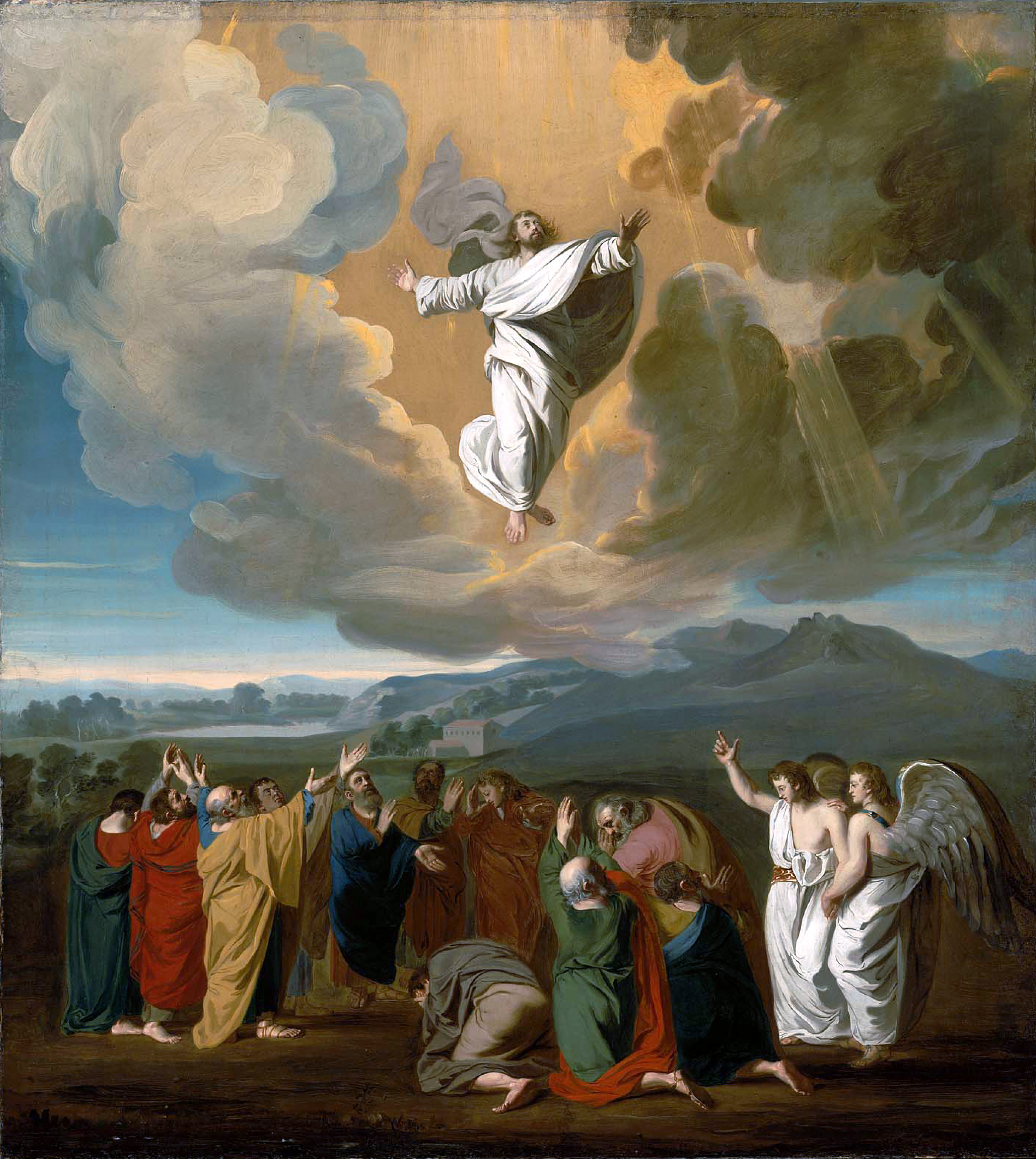
John Singleton Copley, 1775.
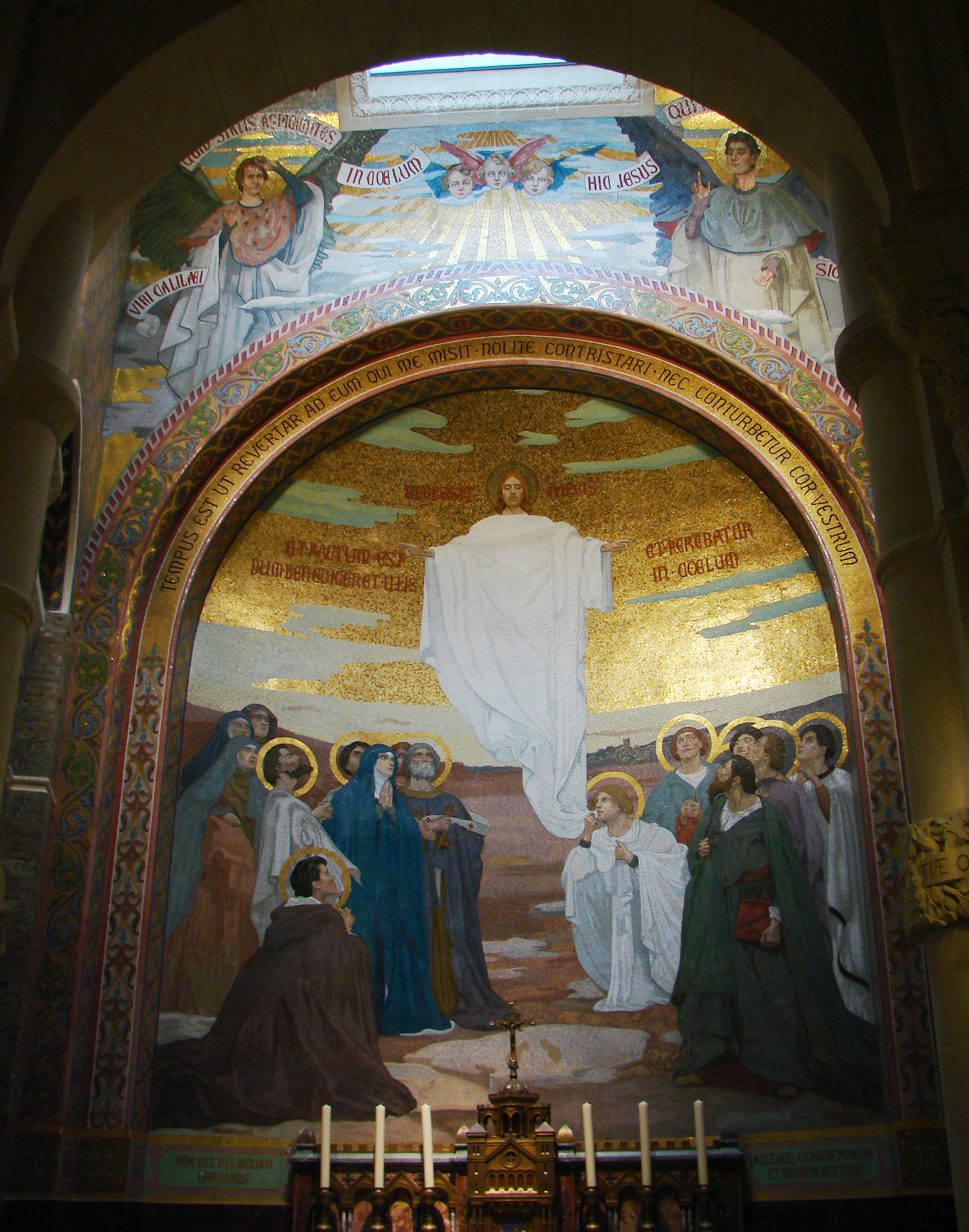
Basílica del Rosario, Lourdes, siglo XIX.

### Iconos y manuscritos iluminados

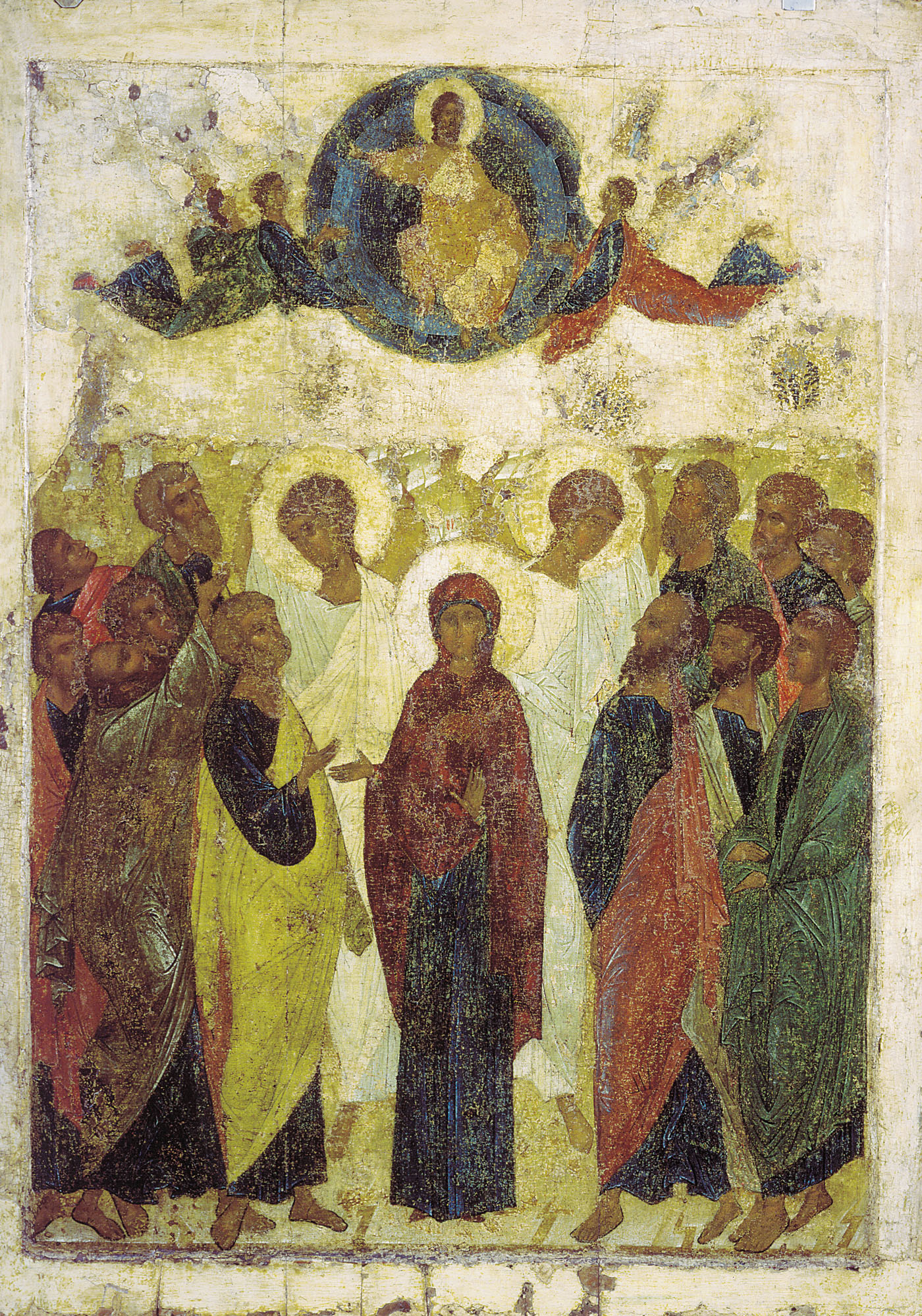
Andrei Rublev, 1408.
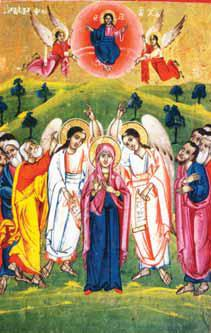
Icono macedonio del siglo XIX, Bitola, Macedonia.
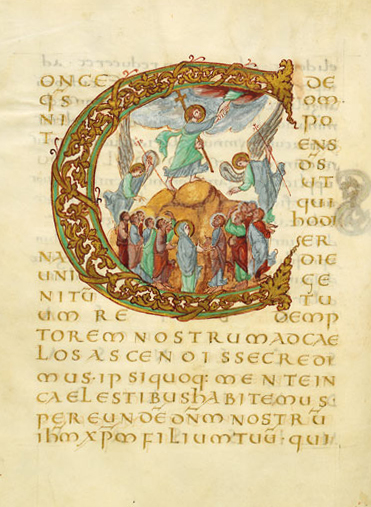
Sacramentario Drogo, c. 850.
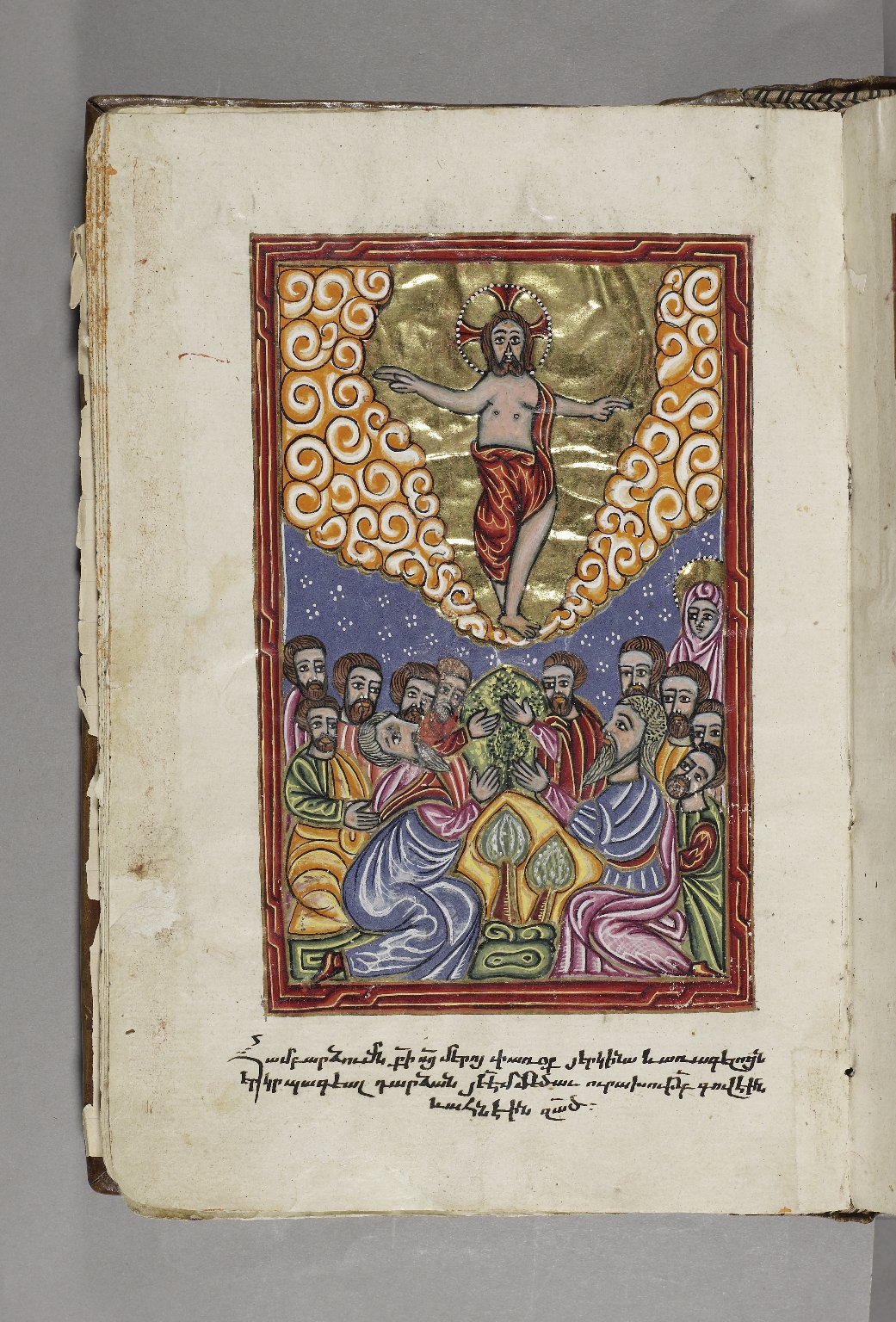
Manuscrito evangélico armenio, 1609.